# Oberstaufen Cup 2010
L'Oberstaufen Cup 2010 è un torneo professionistico di tennis maschile giocato sulla terra rossa, che faceva parte dell'ATP Challenger Tour 2010. Si è giocato a Oberstaufen in Germania dal 5 all'11 luglio 2010.

## Partecipanti

### Teste di serie
| Nazionalità | Giocatore        | Ranking* | Testa di serie |
| ----------- | ---------------- | -------- | -------------- |
| Germania    | Simon Greul      | 62       | 1              |
| Germania    | Andreas Beck     | 79       | 2              |
| Kazakistan  | Michail Kukuškin | 114      | 3              |
| Austria     | Stefan Koubek    | 121      | 4              |
| Germania    | Julian Reister   | 129      | 5              |
| Spagna      | Pablo Andújar    | 139      | 6              |
| Germania    | Miša Zverev      | 144      | 7              |
| Germania    | Dieter Kindlmann | 153      | 8              |

- Ranking al 21 giugno 2010.

### Altri partecipanti
Giocatori che hanno ricevuto una wild card:
- Andreas Beck
- Peter Gojowczyk
- Kevin Krawietz
- Marcel Zimmermann

Giocatori passati dalle qualificazioni:
- Hans Podlipnik-Castillo
- Marek Semjan
- Marc Sieber (Lucky Loser)
- Cedrik-Marcel Stebe
- Robin Vik

## Campioni

### Singolare
Martin Fischer ha battuto in finale  Cedrik-Marcel Stebe con il punteggio di 6–3, 6–4

### Doppio
Frank Moser /  Lukáš Rosol hanno battuto in finale  Hans Podlipnik-Castillo /  Max Raditschnigg con il punteggio di 6–0, 7–5